# Principes de classement des documents musicaux
 (décembre 2021).
Les principes de classement des documents musicaux, souvent abrégées en PCDM, sont un système de classification musicale développé dans les bibliothèques publiques en France depuis 1983, spécialement pour les collections de documents en lien avec la musique. Le schéma de cette classification correspond mieux aux préoccupations du public que la classification décimale de Dewey.

## Histoire
La première version ne concernait pratiquement que les disques.
La version 4 a été publiée en 2002 dans l'ouvrage collectif Musique en bibliothèque sous la direction d'Yves Alix et Gilles Pierret, éditions du Cercle de la librairie, collection Bibliothèques  (ISBN 2-7654-0843-2).
Cette version 4 a pour ambition de permettre la cotation (classement matériel) de tous les types de documents (disques, livres, vidéos…) aussi bien que leur indexation analytique.
C'est une classification décimale, qui peut d'ailleurs s'intégrer dans la classification décimale de Dewey, en se substituant aux indices de la tranche Dewey 780.
L'évolution de cette classification est assurée par une commission spéciale de l'Association pour la coopération des professionnels de l'information musicale (ACIM).
Une mise à jour importante a été validée en février 2008. Ces modifications sont incluses dans la table ci-dessous. Des propositions ont aussi été étudiées en 2011.

## Organisation
La classification est divisée en 10 grandes classes (généralités, musiques afro-américaines, rock, musique classique, musique électronique, musique de film, chanson et musiques du monde).
Les indices propres à chaque grande classe sont détaillés dans les chapitres suivants.

### Classe 0: généralités, sciences et techniques musicales
- 0.1 Philosophie, esthétique, critique musicale, sociologie, pratiques musicales
- 0.2 Institutions musicales diverses : production, industrie et commerce, diffusion, enseignement…
- 0.3 Dictionnaires
- 0.4 Répertoires, catalogues, annuaires, bibliographies, discographies
- 0.5 Sciences musicales, apprentissage et enseignement, méthodes générales
  - 0.51 Théorie de la musique
  - 0.52 Systèmes de notation, solfèges
    - 0.521 Modes et tonalités – lectures de clefs non chantées
    - 0.522 Rythmes – lectures de rythmes
    - 0.523 Intervalles – lectures d'intervalles
    - 0.524 Lecture chantée en une seule clef
    - 0.525 Lecture chantée en plusieurs clefs

  - 0.53 Solfège écrit – Dictées
    - 0.531 Dictées à 1 voix
    - 0.532 Dictées à plusieurs voix
    - 0.533 Dictées d'accords
    - 0.534 Dépistage de fautes

  - 0.54 Écriture, harmonie, contrepoint
  - 0.55 Orchestration, transposition
  - 0.56 Composition, improvisation
  - 0.57 Techniques de représentations (interprétation)
  - 0.58 Analyse musicale
- 0.6 Organologie générale, techniques instrumentales et vocales (notations instrumentales)
  - 0.604 Orchestres, chefs d'orchestre
  - 0.605 Voix en général. Voix comme instrument, tessiture indéterminée, plusieurs tessitures différentes (duo soprano et ténor par exemple)
  - 0.606 Chanteuses, voix de femmes, voix d'enfants
  - 0.607 Chanteurs, voix d'hommes.
  - 0.608 Chœurs ou ensembles vocaux, chefs de chœur
  - 0.61 Piano
    - 0.611 Piano, pianoforte
    - 0.612 Clavicorde
    - 0.613 Piano mécanique
    - 0.614 Piano électrique, électronique
    - 0.615 Piano préparé

  - 0.62 Clavecin
    - 0.621 Clavecin
    - 0.622 Épinette
    - 0.623 Psaltérion, cymbalum, cithare
    - 0.624 Dulcimer et épinette des Vosges

  - 0.63 Orgues
    - 0.631 Grand orgue
    - 0.632 Orgue positif
    - 0.633 Orgue électrique
    - 0.634 Harmonium
    - 0.635 Harmonica, orgue à bouche
    - 0.636 Accordéon, bandonéon, concertina…
    - 0.637 Orgue mécanique
    - 0.638 Hydraule orgue portatif

  - 0.64 Cordes frottées
    - 0.641 Violon
    - 0.642 Alto
    - 0.643 Violoncelle
    - 0.644 Contrebasse
    - 0.645 Instruments de la famille des violes, sauf viole de gambe
    - 0.646 Viole de gambe
    - 0.648 Vielle à roue

  - 0.65 Harpes et lyres
    - 0.651 Harpe d'orchestre
    - 0.652 Harpes ethniques
    - 0.653 Lyres, harpes médiévales

  - 0.66 Guitares et luths
    - 0.661 Guitare
    - 0.662 Luth
    - 0.663 Mandoline
    - 0.664 Banjo
    - 0.665 Guitare électrique
    - 0.666 Guitare basse électrique
    - 0.667 Cistre, vihuela

  - 0.67 Bois, vents
    - 0.671 Flûte à bec
    - 0.672 Flûte traversière
    - 0.673 Clarinettes
    - 0.674 Saxophones
    - 0.675 Hautbois, cor anglais
    - 0.676 Bassons
    - 0.677 Bombarde
    - 0.678 Cornemuses

  - 0.68 Cuivres
    - 0.681 Cor (french horn ou cor d’harmonie)
    - 0.682 Trompettes, cornet, bugle
    - 0.683 Trombone
    - 0.684 Tuba, saxhorn, euphonium
    - 0.685 Cor de chasse et autres cors naturels
    - 0.686 Clairon
    - 0.687 Cornet à bouquin, olifant, serpent

  - 0.69 Percussions et autres instruments
- 0.7 Sciences et techniques en lien avec la musique et le son
- 0.9 Histoire de la musique

### Classe 1: musiques d'influence afro-américaine
- 1.1 Blues
  - 1.10 Anthologies générales
  - 1.11 Work songs
  - 1.12 Boogie-woogie
  - 1.13 Pre-war blues (avant la Seconde Guerre mondiale)
    - 1.131 Classic blues singers
    - 1.132 Delta blues
    - 1.133 East Coast blues
    - 1.134 Texas
    - 1.135 Memphis
    - 1.136 Saint-Louis
    - 1.137 Chicago
    - 1.138 Autres régions
    - 1.139 Blues revival

  - 1.14 Post war blues (après la Seconde Guerre mondiale)
    - 1.141 Chicago blues, West side
    - 1.142 Memphis
    - 1.143 Texas, West coast
    - 1.144 Delta
    - 1.145 Autres régions

  - 1.15 Contemporary blues
- 1.2 Negro spirituals, Gospel
  - 1.20 Anthologies générales
  - 1.21 Negro spiritual
  - 1.22 Gospel
  - 1.23 Guitars evangelists
- 1.3 Jazz
  - 1.30 Anthologies générales
  - 1.31 Jazz primitif, ragtime
  - 1.32 New Orleans, Dixieland, jazz pré-classique
  - 1.33 Swing, jazz classique
  - 1.34 Be-bop et filiations
    - 1.341 Be-bop
    - 1.342 Hard bop
    - 1.343 Jazz soul et churchy
    - 1.344 Bop progressif, post-bop, jazz modal
    - 1.345 Néo bop

  - 1.35 Cool jazz et musiques apparentées
    - 1.351 Jazz composé, jazz orchestral
    - 1.352 Neo cool, ambient jazz

  - 1.36 Free jazz et filiations
    - 1.361 Free jazz, New thing
    - 1.362 Open jazz ; « jazz européen »
    - 1.363 Improvisation pure, recherche sonore

  - 1.37 Jazz d'influence ethnique
    - 1.371 Afrique
    - 1.372 Maghreb
    - 1.373 Asie
    - 1.374 Amérique latine, Caraïbes
    - 1.375 Jazz manouche
    - 1.376 Jazz klezmer
    - 1.377 Autres influences

  - 1.38 Jazz-rock et apparentés
    - 1.381 Jazz-rock
    - 1.382 Jazz funk
    - 1.383 Acid jazz
    - 1.384 Hip hop jazz
    - 1.385 Electro-jazz

  - 1.39 Jazz Variété, style jazzy
- 1.4 Rhythm'n'blues, soul
  - 1.40 Anthologies générales
  - 1.41 Doo wop, rhythm and blues, jump blues, soul, soul-funk…
    - 1.411 Rhythm and blues
    - 1.412 Doo-Wop
    - 1.413 Soul
    - 1.414 Soul-funk, soul psychédélique, P-funk
    - 1.415 Philly sound, progressive soul, pre-disco

  - 1.42 Disco, funk-music
    - 1.421 Disco
    - 1.422 Funk
    - 1.423 Funk-pop, groove

  - 1.43 New jack, R'n'B, nu-soul, soul electro
    - 1.431 New Jack, R'n'B
    - 1.432 Nu-soul
    - 1.433 Soul electro
- 1.5 Hip hop, rap
  - 1.50 Anthologies générales
  - 1.51 Spoken word, slam
  - 1.52 Rap old school, electro
  - 1.53 Rap hardcore
  - 1.54 Cool rap
  - 1.55 Gangsta rap, West Coast, G-funk
  - 1.56 East Coast, indie rap
  - 1.57 Ethno rap
- 1.6 Reggae
  - 1.60 Anthologies générales
  - 1.61 Ska
  - 1.62 Rocksteady, early reggae
  - 1.63 Reggae roots
  - 1.64 Dub
  - 1.65 Dancehall
  - 1.66 Raggamuffin
  - 1.67 Reggae pop

### Classe 2: rock et variété internationale apparentée
- 2.0 Anthologies générales
- 2.1 Rock
  - 2.11 Rock'n'roll pioneers
  - 2.12 Rockabilly revival, psychobilly
  - 2.13 Rock
  - 2.14 Pub rock
  - 2.15 Rock FM
- 2.2 Pop
  - 2.21 British beat, pop 60's
  - 2.22 Glam, glitter
  - 2.23 Power pop, pop rock
  - 2.24 Pop indépendante
  - 2.25 Britpop
- 2.3 Folk rock, country rock, blues rock
  - 2.31 Folk acoustique
  - 2.32 Folk rock
  - 2.33 Country rock
  - 2.34 Blues rock, boogie rock, rock sudiste
  - 2.35 Neo folk
  - 2.36 Slowcore, sadcore et apparentés
- 2.4 Rock psychédélique, rock progressif, rock symphonique
  - 2.41 Rock psychédélique, acid rock
  - 2.42 Rock progressif
  - 2.43 Rock planant, rock symphonique
  - 2.44 Post-rock
- 2.5 Hard rock, metal et styles apparentés
  - 2.51 Hard rock, heavy et apparentés
    - 2.511 Hard rock
    - 2.512 Heavy metal, stoner
    - 2.513 Hard FM
    - 2.514 Metal progressif
    - 2.515 Metal symphonique

  - 2.52 Metal atmosphérique, metal gothique, doom
    - 2.521 Metal atmosphérique
    - 2.522 Metal gothique
    - 2.523 Doom

  - 2.53 Metal extrême
    - 2.531 Thrash metal, crossover thrash, power metal (terme utilisé qu'en France, on parlera de "groove metal" ailleurs)
    - 2.532 Black metal
    - 2.533 Death metal
    - 2.534 Grindcore

  - 2.54 Funk metal, rap metal
  - 2.55 Neo metal, metal alternatif
- 2.6 Punk, garage, rock indé et styles apparentés
  - 2.61 Rock garage
  - 2.62 Rock pré-punk (NY scene)
  - 2.63 Punk rock
  - 2.64 Hardcore
  - 2.65 Indie rock, noise rock, noise pop
  - 2.66 Grunge
  - 2.67 Skate punk, hardcore mélodique
- 2.7 New wave, cold wave, rock indus, techno pop
  - 2.71 New wave
  - 2.72 Cold wave, Rock gothique
  - 2.73 Techno-pop, electropop, electropunk, electronic body music (EBM)
  - 2.74 Rock industriel
  - 2.75 Recherches sonores
- 2.8 Fusion de styles, rock d’influences…
  - 2.81 Influences jazz
  - 2.82 Influences rap, hip hop
  - 2.83 Influences funk, soul, R'n'B
  - 2.84 Influences ska reggae
  - 2.85 Influences traditions nationales
  - 2.86 Influences musique classique
- 2.9 Variétés internationales

### Classe 3:musique classique(musique savante de tradition occidentale)
- 3.0 Anthologies générales
  - 3.01 Philosophie, sociologie, pratiques musicales
  - 3.02 Institutions musicales diverses
  - 3.03 Dictionnaires
  - 3.04 Répertoires, catalogues, annuaires, bibliographies, discographies
  - 3.06 Instruments de musique ; subdiviser par les notations instrumentales, et utiliser ces indices pour les anthologies et récitals concernant les instruments, les orchestres et la voix
  - 3.09 Histoire ; notations chronologiques spécifiques. Utiliser ces indices pour les anthologies et récitals concernant les périodes historiques
    - 3.091 Période antérieure au Moyen Âge
    - 3.092 Moyen Âge
    - 3.093 Renaissance
    - 3.094 Époque baroque jusqu'à 1750
    - 3.095 Époque classique
    - 3.096 Époque romantique et post-romantique
    - 3.097 Vingtième siècle jusqu’à 1945
    - 3.098 Période postérieure à 1945
- 3.1 Musique de chambre  - tous les indices de cette tranche (de 3.11 à 3.19) peuvent être complétés par une notation instrumentale (mais sans le préfixe 06) ; classer ici les anthologies de musique de chambre)
  - 3.11 Musique pour un instrument,
    - 3.111 1 - Musique pour piano seul

  - 3.12 Duo et sonates baroques à un dessus (dans tous les cas, la basse continue est considérée comme un seul instrument)
  - 3.13 Trio et sonates baroques à deux dessus (dans tous les cas, la basse continue est considérée comme un seul instrument)
  - 3.14 Quatuor
    - 3.144 Quatuor à cordes

  - 3.15 Quintette
  - 3.16 Sextuor
  - 3.17 Petit ensemble à cordes (frottées ou pincées)
  - 3.18 Petit ensemble à vent (bois ou cuivres)
  - 3.19 Autre petit ensemble, orchestre de chambre
- 3.2 Musique orchestrale (classer ici les anthologies et les œuvres de forme non conventionnelle de musique orchestrale)
  - 3.21 Concertos, concerto grosso, symphonie concertante
    - 3.214 1 Concerto pour violon et orchestre [par exemple]

  - 3.22 Concert, sinfonia, divertissement, cassation, danses
  - 3.23 Suite pour orchestre
  - 3.24 Symphonie, Poème symphonique
  - 3.25 Ouverture, extrait symphonique d'opéra
  - 3.26 Rhapsodie, variations symphoniques
  - 3.27 Musique et suite de ballet
  - 3.28 Musique de scène symphonique ou vocale, conte à récitant (quelle que soit l’instrumentation)
- 3.3 Musique vocale profane
  - 3.31 Mélodie, Lied
  - 3.32 Polyphonie, madrigal, trio et quatuor vocaux
  - 3.33 Œuvre chorale a cappella
  - 3.34 Œuvre chorale avec accompagnement, cantate profane, oratorio profane, pastorale profane, serenata
  - 3.35 Opéra (intégrale), festa teatrale
  - 3.36 Opérette (intégrale), zarzuela
  - 3.37 Opéra et opérette (sélection, airs extraits)
- 3.4 Musique vocale sacrée
  - 3.41 Œuvre sur la liturgie chrétienne : psaume, te deum, stabat mater, magnificat, vêpres, antienne, salve regina, hymnes
  - 3.42 Cantate sacrée
  - 3.43 Messe, partie de messe : kyrie, gloria, sanctus, benedictus, agnus dei, credo
  - 3.44 Requiem, office des morts
  - 3.45 Oratorio, passion, pastorale à caractère religieux
  - 3.46 Motet
  - 3.47 Chant grégorien, plain chant, chant bénéventain…
  - 3.48 Œuvres sur d'autres liturgies chrétiennes (orthodoxe) et sur des liturgies non chrétiennes
- 3.5 Musiques utilisant l'électronique
  - 3.51 Musique de chambre avec dispositif électronique
  - 3.52 Musique orchestrale avec dispositif électronique
  - 3.53 Musique vocale avec dispositif électronique
  - 3.54 Musique acousmatique, musique concrète, musique électroacoustique
- 3.6 Musique classique en lien avec d’autres genres
- 3.9 classement par périodes historico-stylistiques (suivies d’un indice de forme)
  - 3.91 Période antérieure au Moyen Âge
  - 3.92 Moyen Âge
  - 3.93 Renaissance
  - 3.94 Époque baroque jusqu’à 1750
  - 3.95 Époque classique
  - 3.96 Époque romantique et post-romantique
  - 3.97 Vingtième siècle jusqu’à 1945
  - 3.98 Période postérieure à 1945

### Classe 4:musiques électroniques
- 4.0 Anthologies générales
- 4.1 Précurseurs, pionniers
- 4.2 Ambient, downtempo…
  - 4.21 Ambient, drone
  - 4.22 Downtempo, trip hop
  - 4.23 Electro-dub
  - 4.24 Electro lounge
- 4.3 House
  - 4.31 Acid house, new beat
  - 4.32 Deep house
  - 4.33 Hard house, tech house
  - 4.34 Microhouse
- 4.4 Techno
  - 4.41 Techno, electro
  - 4.42 Trance, trance-Goa
  - 4.43 Techno hardcore, hardtechno, gabber, techno indus, acidcore, tribe…
- 4.5 Fusion de styles, electro d'influences
  - 4.51 Influences pop-rock (big beat, electroclash)
  - 4.52 Influences world
    - 4.521 Influence asiatique, asian beat
    - 4.522 Influence orientale
    - 4.523 Influence latine
    - 4.524 Influence africaine

  - 4.53 Influences jazz
  - 4.54 Influences soul, funk
  - 4.55 Influences hip hop (hip-hop expérimental, turntablism)
- 4.6 Electronica et apparentés
  - 4.61 Electronica, folktronica
  - 4.62 Electronica noise, electronica bruitiste
  - 4.63 Laptop, minimal electronica, glitch
  - 4.64 Drill and bass
  - 4.65 Field recordings (en)
- 4.7 Jungle, drum'n'bass
  - 4.71 Jungle
  - 4.72 Drum and bass
- 4.8 Eurodance

### Classe 5: musiques fonctionnelles, divers
- 5.1 Musique et les autres arts
  - 5.11 Comédies musicales
  - 5.12 Cirque
  - 5.13 Humour et humour musical
  - 5.14 Créations chorégraphiques
  - 5.15 Musiques (non classiques) pour la scène et le théâtre
  - 5.16 Musique et poésie (créations conjointes de poètes et de musiciens)
  - 5.17 Bandes originales spécifiques (de livres ou de BD, d'expositions ou de défilés de mode)
  - 5.18 Contes musicaux (non classiques), œuvres intégrant des chansons et des textes récités ou lus
  - 5.19 Créations radiophoniques (théâtre radiophonique)
- 5.2 Musiques liées à l'audiovisuel
  - 5.21 Musiques de télévision et de radio (génériques d'émissions de télévision autres que les films de fiction : journaux télévisés, jeux, émissions de variétés…)
  - 5.22 Musiques de publicité
  - 5.23 Musiques de jeux vidéo, jingles
  - 5.24 Atmosphères musicales (illustrations musicales thématiques)
- 5.3 Musiques de circonstances, musique et histoire
  - 5.31 Mariages
  - 5.32 Baptêmes
  - 5.33 Compilations thématiques liées à l'Histoire (documents composites : textes, sons, musiques et chants)
  - 5.34 Autres fêtes ou circonstances particulières (halloween, anniversaires…)
- 5.4 Musiques de détente et d'activités physiques
  - 5.41 Ambiance, easy listening et lounge music (musiques de bars, d'hôtels…)
  - 5.42 New Age
  - 5.43 Relaxation
  - 5.44 Sports rythmiques, aérobic
  - 5.45 Expression corporelle, exercices et apprentissage de la danse (classique ou jazz notamment)
- 5.5 Variétés instrumentales et vocales (qui ne se rattachent à aucune autre classe)
- 5.6 Musiques de danses populaires et festives
  - 5.61 Danse folklorique : privilégier le classement au pays en musiques du monde
  - 5.62 Orchestre de variété
  - 5.63 Danses de salon (tango, valse, charleston…)
  - 5.64 Accordéon, musette
  - 5.65 Compilations des meilleures ventes, hits
  - 5.66 Karaoké
- 5.7 Musique de plein air, de sociétés musicales
  - 5.71 Hymnes nationaux
  - 5.72 Musique militaire
  - 5.73 Fanfare, harmonie, kiosque
  - 5.74 Orphéons, chorales
  - 5.75 Musique de vénerie
  - 5.76 Musiques de rue (si on ne peut pas les rattacher à une autre classe)
  - 5.77 Musiques de carnaval (privilégier le classement dans les musiques du monde)
- 5.8 Instruments particuliers, musiques mécaniques
  - 5.81 Instruments particuliers à répertoire spécifique (carillon, flûte de pan, scie musicale…)
  - 5.82 Instruments mécaniques
  - 5.83 Sifflement humain
- 5.9 Sons divers
  - 5.91 Nature et animaux, paysages sonores (pour les paysages sonores, privilégier le classement dans les musiques du monde si possible)
  - 5.92 Bruits, bruitages
  - 5.93 Documents sonores (documentaires), créations radiophoniques

Rappel : pour les ouvrages documentaires la classification décimale de Dewey non musicale devra être privilégiée.

### Classe 6:musique et cinéma
- 6.1 Musique concernant une œuvre filmique
  - 6.11 Bandes originales de films
  - 6.12 Musiques « inspirées par » un film, ré-interprétation de musiques originales
  - 6.13 Bandes originales de fictions de télévision (téléfilms, séries)
  - 6.14 Adaptation phonographique de film
- 6.2 Compilations
  - 6.21 Compilations thématiques (genres, périodes, pays, maisons de productions…)
  - 6.22 Compilations autour d'un compositeur
  - 6.23 Compilations autour d'un réalisateur
  - 6.24 Compilations autour d'un acteur
  - 6.25 Compilations autour d'un interprète musical, d'un adaptateur musical
  - 6.26 Compilation de musiques de courts métrages d'animation
  - 6.27 Compilations de musiques de fictions de télévision (feuilletons ou films de télévision)

### Classe 7: classe de décantation (disques inclassables)
Musiques Improvisées (pas de subdivisions)

### Classe 8:chanson francophone(classe d'usage national ou local)
- 8.0 Anthologies générales
- 8.1 Chansons pour enfants
  - 8.11	Rondes et comptines
  - 8.12	Berceuses
  - 8.13	Éveil musical lié à la chanson
  - 8.14	Chansons d'apprentissage ou d'initiation (alphabet, tables de multiplication, langues étrangères)
- 8.2 Chansons sociales
  - 8.21	Chansons « pour et contre » : de lutte, de propagande, contestataires, révolutionnaires…
  - 8.22	Chansons d'activités collectives diverses : travail, marins, supporters…
  - 8.23	Chansons à message religieux
- 8.3 Chansons humoristiques
- 8.4 Chansons à texte (texte prédominant)
  - 8.41	Poèmes chantés (œuvres de poètes ou d’écrivains mises en musique)
- 8.5 Chanson de variétés (musique prédominante)
- 8.6 Chansons en lien avec d'autres genres : subdiviser par les autres classes
  - 8.611 Blues
  - 8.62 Rock
  - 8.6x etc

### Classe 9: musiques du monde
- 9.0 Anthologies générales (monde entier)
- 9.0x Subdivisions communes générales
- 9.08 Peuples en diaspora, regroupements particuliers (faire suivre des subdivisions communes spécifiques)
  - 1 Musiques savantes ou traditionnelles
    - 11 Musique savante extra-occidentale
    - 12 Musique rituelle et religieuse
    - 13 Musique traditionnelle et de collectage
    - 14 Chants de lutte et de travail traditionnels

  - 2 musiques modernes ou traditionnelles modernisées
    - 21 Nouvelles musiques d'inspiration traditionnelle (country, traditionnel électrifié)
    - 22 Nouvelles musiques du monde (africaine, salsa…)
    - 23 Variété et chanson

  - 3 Métissages entre deux traditions distinctes
  - 4 [indice libre]
  - 5 Traditions juives
  - 6 Traditions islamiques
  - 7 Tsiganes
  - 8 Monde méditerranéen
- 9.1 Afrique
  - 9.11 Iles de l'océan Indien – Comores, Madagascar, Maurice, Réunion, Seychelles
  - 9.12 Afrique australe - Afrique du Sud, Angola, Botswana, Mozambique, Namibie, Zambie, Zimbabwe [classer ici le Mbaqanga et les musiques zoulou]
  - 9.13 Afrique orientale et des Grands Lacs – Burundi, Érythrée, Éthiopie, Kenya, Malawi, Ouganda, Rwanda, Somalie, Soudan, Tanzanie, Zanzibar [classer ici le Taarab]
  - 9.14 Afrique centrale - Congo, Gabon, République centrafricaine, République démocratique du Congo (Zaïre) [classer ici la rumba]
  - 9.15 Cameroun, Guinée équatoriale [classer ici la makossa]
  - 9.16 Afrique de l'Ouest - Bénin, Ghana, Nigeria, Sierra Leone, Togo [classer ici la juju et le high life]
  - 9.17 Burkina Faso, Côte d'Ivoire, Liberia
  - 9.18 Gambie, Guinée, Mali, Sénégal (classer ici les mandingues et griots), Cap-Vert
  - 9.19 Mauritanie, Niger, Sahara occidental, Tchad
- 9.2 Maghreb, Proche-Orient, Moyen-Orient monde arabe
  - 9.21 Berbères
  - 9.22 Maroc
  - 9.23 Algérie
  - 9.24 Tunisie
  - 9.25 Égypte, Libye
  - 9.26 Israël
  - 9.27 Irak, Jordanie, Liban, Palestine, Syrie
  - 9.28 Arabie saoudite, Bahreïn, Émirats arabes unis, Koweït, Oman, Qatar, Yémen
- 9.3 Asie
  - 9.31 Kurdistan
  - 9.32 Arménie et Arméniens en diaspora
  - 9.33 Turquie [classer ici la musique classique ottomane]
  - 9.34 Kazakhstan, Kirghizistan, Ouzbékistan, Turkménistan (classer ici les bardes et le shasmaqa)
  - 9.35 Iran [classer ici le radif], Azerbaïdjan
  - 9.36 Afghanistan, Tadjikistan
  - 9.37 Pakistan [classer ici le qawwali et le gazal]
  - 9.38 Bangladesh, Inde, Maldives, Sri Lanka
  - 9.39 Népal, Bhoutan, Sikkim, Tibet
- 9.4 Extrême-Orient
  - 9.41 Cambodge, Laos, Birmanie, Thaïlande
  - 9.42 Viêt Nam
  - 9.43 Indonésie, Malaisie, Philippines
  - 9.44 Australie, Tasmanie ; Mélanésie : Fidji, Nouvelle-Calédonie, Papouasie-Nouvelle-Guinée, Îles Salomon, Vanuatu
  - 9.45 Polynésie : Hawaï, Île de Pâques, Nouvelle-Zélande (Māori), Polynésie française, Samoa, Tonga ; Micronésie : Carolines, Îles Mariannes, Îles Marshall, Kiribati, Tuvalu, Nauru
  - 9.46 Japon
  - 9.47 Corée
  - 9.48 Chine, Île de Taïwan (Formose)
  - 9.49 Mongolie, Ensemble sibérien
- 9.5 Europe de l'Est et méridionale
  - 9.51 Biélorussie, Géorgie, Russie (européenne), Ukraine
  - 9.52 Hongrie, Pologne, République tchèque, Slovaquie
  - 9.53 Moldavie, Roumanie
  - 9.54 Bulgarie
  - 9.55 Albanie, Bosnie, Croatie, Macédoine, Monténégro, Serbie, Slovénie
  - 9.56 Crète, Chypre, Grèce
  - 9.57 Italie, Sardaigne, Sicile (éventuellement Corse), Malte
  - 9.58 Portugal, Açores, Madère
  - 9.59 Espagne, Catalogne (dont Roussillon), Euskadi
- 9.6 France (tranche indiciaire d'usage national ou local)
  - 9.61 Corse (classement également possible à 9.57)
  - 9.62 Occitanie (en général)
  - 9.63 Occitanie : sud : Gascogne, Languedoc, Provence
  - 9.64 Occitanie : nord : Auvergne, Limousin
  - 9.65 Centre-Ouest : Anjou, Touraine, Orléanais, Poitou, Berry, Marche, Nivernais, Aunis, Saintonge, Angoumois
  - 9.66 Est : Jura & Alpes du Nord, Bourbonnais, Franche-Comté, Savoie, Lyonnais, Bresse, Dauphiné
  - 9.67 Nord-Est : Lorraine, Champagne, Ardennes, Bourgogne, Vosges, Alsace
  - 9.68 Nord : Artois, Picardie, Flandre, Boulonnais, Île-de-France, Normandie, Maine
  - 9.69 Bretagne
- 9.7 Europe, Ouest et Nord
  - 9.71 [indice libre]
  - 9.72 Musiques celtiques
  - 9.73 Irlande, Pays de Galles, Cornouailles, Écosse
  - 9.74 Angleterre
  - 9.75 Belgique, Flandres, Luxembourg, Pays-Bas
  - 9.76 Allemagne, Autriche, Suisse
  - 9.77 Finlande, Pays baltes (Estonie, Lituanie, Lettonie)
  - 9.78 Danemark, Islande, Norvège, Suède
- 9.8 Amérique du Nord
  - 9.81 Régions arctiques, Groenland, Nunavut, Inuit
  - 9.82 Tribus amérindiennes
  - 9.83 Canada
  - 9.84 Québec, Acadie
  - 9.85 États-Unis : généralités
  - 9.86 États-Unis : Country
  - 9.87 États-Unis : Louisiane : musique cadienne, zydeco
  - 9.88 Antilles anglophones : Jamaïque
  - 9.89 Antilles anglophones : Antigua-et-Barbuda, Bahamas, Barbade, Grenade, Dominique, Sainte-Lucie, Trinité-et-Tobago
- 9.9 Amérique latine
  - 9.91 Antilles francophones : Guadeloupe, Haïti, Martinique, Saint-Barthélemy, Saint-Martin
  - 9.92 Antilles hispanophones : Porto Rico, République dominicaine
  - 9.93 Antilles hispanophones : Cuba (classer ici le Son, la Salsa)
  - 9.94 Guatemala, Mexique, Belize
  - 9.95 Costa Rica, Honduras, Nicaragua, Panama, Salvador
  - 9.96 Colombie, Guyanes, Suriname, Venezuela
  - 9.97 Brésil
  - 9.98 Bolivie, Chili, Équateur, Pérou
  - 9.99 Argentine, Paraguay, Uruguay